# Chinchipea bicurvata
Chinchipea bicurvata is een hooiwagen uit de familie Cosmetidae.